# 岸敬祐
岸 敬祐（きし けいすけ，1987年1月16日—），兵庫縣西宮市出身的職業棒球選手投手。千葉羅德海洋旗下所屬的職業棒球選手。。福岡軟體銀行鷹的打撃投手岸健太郎是其兄長。

## 經歷

### 球衣背號
- 47 （2009年 - 2010年）
- 017 （2011年 - 2012年7月29日）
- 90  （2012年7月30日 - 2013年）
- 121 （2014年 - ）